# Сіроло
Сіроло (італ. Sirolo) — муніципалітет в Італії, у регіоні Марке,  провінція Анкона.
Сіроло розташоване на відстані близько 210 км на північний схід від Рима, 14 км на південний схід від Анкони.
Населення — 4023 особи (2014).

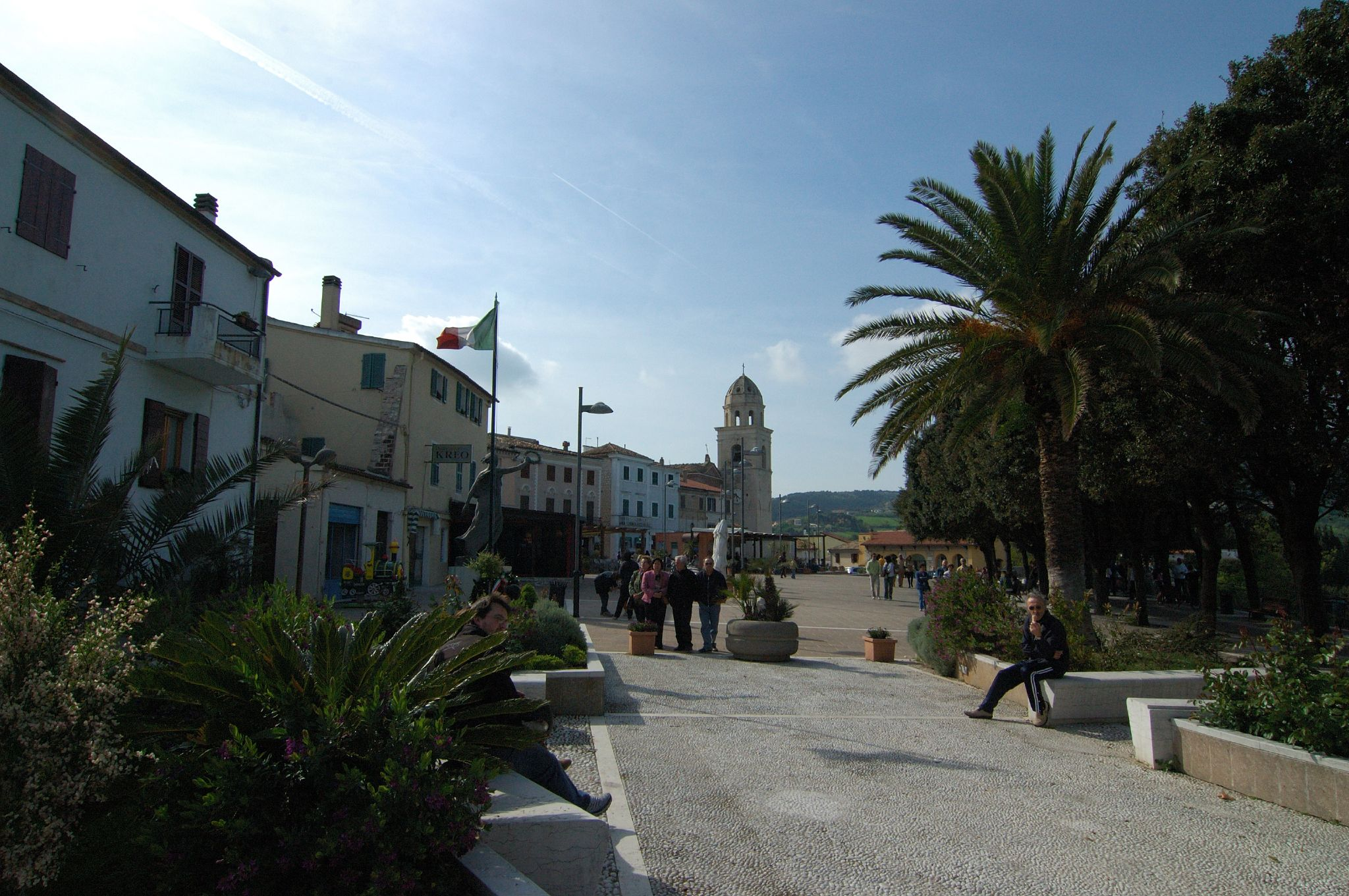

Щорічний фестиваль відбувається 9 травня. Покровитель — святий Миколай.

## Демографія
Населення за роками:

Станом на 1 січня 2023 року в муніципалітеті офіційно проживав 191 іноземець з 35 країн, серед них 96 громадян країн Євросоюзу та 8 громадян України.

## Сусідні муніципалітети
- Анкона
- Камерано
- Кастельфідардо
- Нумана